# Episodi de Il principe dei draghi (settima stagione)
La settima e ultima stagione della serie animata Il principe dei draghi (The Dragon Prince), nota anche come Libro 7: Oscurità, è composta da 9 episodi ed è stata trasmessa su Netflix il 19 dicembre 2024.
| Nº | Titolo originale       | Titolo italiano        | Prima pubblicazione |
| -- | ---------------------- | ---------------------- | ------------------- |
| 1  | Death Alive            | Morte viva             | 19 dicembre 2024    |
| 2  | True Heart             | Cuore puro             | 19 dicembre 2024    |
| 3  | The Glittering Bones   | Ossa scintillanti      | 19 dicembre 2024    |
| 4  | Unfinished Business    | Questioni irrisolte    | 19 dicembre 2024    |
| 5  | Sticky Fingers         | Giuramento appiccicoso | 19 dicembre 2024    |
| 6  | Inversion              | Inversione             | 19 dicembre 2024    |
| 7  | The Titan and the King | Il titano e il re      | 19 dicembre 2024    |
| 8  | Dying Light            | Luce morente           | 19 dicembre 2024    |
| 9  | Nova                   | Nova                   | 19 dicembre 2024    |

## Morte viva
- Titolo originale: Death Alive
- Diretto da: George Samilski
- Scritto da: Aaron Ehasz e Justin Richmond

Appena liberato, Aaravos dice a Claudia che l'anima di Viren potrebbe essere intrappolata nel limbo, un piano spirituale tra la vita e la morte, a cui si può accedere tramite il Nexus lunare con l'aiuto di una pietra primaria lunare. Per creare una pietra del genere, Aaravos incarica Claudia di recuperare un ingrediente dal Giardino degli Innocenti. Callum si dirige a Katolis e si riunisce a Ezran, Zym, Soren, Corvus e Aanya. Ezran manda Callum e Corvus nella Valle delle Tombe, dove trovano i resti di Sol Regem e Aaravos, travestito da umano. Disperati per tornare a Ethari, Runaan e Rayla lasciano il Nexus lunare per Katolis, ma dopo averlo incontrato, l'infuriato Ezran ordina l'arresto di Runaan per l'omicidio di suo padre. Al Grattastelle, Kosmo riceve una visione del ritorno di Aaravos e, quando l'Anziano si rifiuta di avvertire Callum e Rayla, Astrid si toglie la benda e parte da sola. Prima di andarsene, Kosmo le racconta cosa ha visto nella sua visione.

## Cuore puro
- Titolo originale: True Heart
- Diretto da: George Samilski
- Scritto da: Joe Corcoran

La corte reale di Katolis si trasferisce nel rifugio invernale, dove Ezran decide di dare priorità al rafforzamento delle difese della sua nazione prima dell'effettiva ricostruzione. Dopo aver implorato invano clemenza per Runaan, Rayla lo libera, solo per essere fermata da Soren e Corvus. Con riluttanza, Callum si rivolta contro il fratello e accompagna gli elfi a casa, a Bosco Argento. Per trovare la mappa per il Giardino degli Innocenti, Claudia conduce Aaravos e Terry alla casa dei rompicapo, la dimora abbandonata del mentore di Viren, Kpp'Ar. Nella sua cantina, trovano indizi che Kpp'Arr stava sperimentando la magia oscura per ottenere l'immortalità consumando se stesso. Trovano la mappa, ma scoprono che solo una persona con un cuore innocente, come Terry, può leggerla.

## Ossa scintillanti
- Titolo originale: The Glittering Bones
- Diretto da: George Samilski
- Scritto da: Eugene Ramos

A Lux Aurea, Karim e i suoi seguaci vengono processati per il loro tradimento. Mentre i guerrieri e Miyana, che porta in grembo il figlio di Karim, vengono perdonati, Janai ordina l'esecuzione del fratello. Per aiutarlo a superare la sua crescente amarezza, Aanya mostra a Ezran un tesoro segreto di rubini di fuoco esplosivi, che intende donare a Katolis per la sua difesa. Claudia, Aaravos e Terry viaggiano verso il Giardino degli Innocenti, che si rivela essere un cimitero per unicorni, dove Claudia evoca uno scheletro di unicorno e lo usa per costruire la pietra primaria. Aaravos poi dà ali alla pietra in modo che possa seguire la luna per assorbirne il potere.

## Questioni irrisolte
- Titolo originale: Unfinished Business
- Diretto da: George Samilski
- Scritto da: Devon Giehl e Iain Hendry

Callum, Rayla e Runaan raggiungono Boscoargento, dove Runaan si riunisce al marito. Per annullare il suo esilio, Rayla si presenta a Lyrennus, il custode del Pozzo dei Dimenticati. In un rituale, Rayla affronta i suoi compagni assassini morti, che le concedono il perdono, ma Lyrennus, che la incolpa della morte del figlio, non intende concedergli il suo perdono. Dopo che Rayla gli fa capire che la vendetta non gli porterà conforto, Lyrennus spezza la maledizione. Per aprire le porte del limbo, Aaravos uccide una madre uccello per usarla come ingrediente, facendo capire a Terry la malvagità del suo piano. Aaravos alimenta la crescente disperazione di Terry affermando che Claudia lo ha usato, allontanandolo così da lei. Mentre Claudia inizia a dubitare che riportare indietro suo padre valga il prezzo, Terry accoglie i due pulcini orfani, che chiama Aaron e Sam.

## Giuramento appiccicoso
- Titolo originale: Sticky Fingers
- Diretto da: George Samilski
- Scritto da: Paige VanTassell

Dopo la sua assoluzione, Rayla e i suoi padri invitano Callum a una festa. Per permettere a Ethari di aiutare con i preparativi, Callum si prende cura di tre impertinenti bambini elfi che Ethari avrebbe dovuto supervisionare. Proprio quando Callum decide di sistemarsi con Rayla, Astrid arriva per raccontargli della liberazione di Aaravos. A Lux Aurea, Amaya fa visita a Karim, che si attiene ostinatamente alle sue convinzioni finché Miyana non si unisce a loro e supplica di abbandonare le sue ambizioni per il bene del loro bambino. Terry si reca alla residenza invernale reale e informa Ezran e il consiglio reale del piano di Aaravos e Claudia: liberare gli spiriti del limbo attraverso il Nexus lunare, e poi usare il globo solare corrotto di Lux Aurea per oscurare il sole stesso, portando così la Notte Eterna e consentendo agli spiriti del limbo (che non sopravvivono alla luce del sole) di vagare senza vincoli. Per fermare Claudia, Terry suggerisce a Soren di trovare la loro madre, Lissa.

## Inversione
- Titolo originale: Inversion
- Diretto da: George Samilski
- Scritto da: Aaron Ehasz and Justin Richmond

Il racconto di Astrid sulla fuga di Aaravos devasta Callum, che si incolpa per averla involontariamente favorita. Vagando nel bosco, viene affrontato da una manifestazione del suo sé corrotto, che cerca di convincerlo a usare la magia oscura per aiutare i suoi cari. Mentre Aaravos e Claudia viaggiano verso il Nexus lunare, vengono intercettati da Soren, Terry, Aanya e Lujanne, che ha assunto l'aspetto di Lissa; ma Claudia vede attraverso il travestimento, ferisce gravemente l'elfa e immobilizza gli altri. Senza ostacoli, Aaravos e Claudia usano la pietra primaria per inverte il Nexus lunare, liberando gli spiriti intrappolati nel limbo nel mondo dei vivi, con Laurelion e l'Essere tra loro. Aaravos torna nella valle delle tombe di Katolis, dove viene incontrato da Ezran, Zym e l'esercito di Katolis, che lo bombardano con rubini di fuoco e lo trattengono.

## Il titano e il re
- Titolo originale: The Titan and the King
- Diretto da: George Samilski
- Scritto da: Michal Schick

Ignaro che Aaravos sia stato catturato, Callum invia a Ezran un messaggio per informarlo del piano dell'elfo di usare il globo solare di Lux Aurea per portare la Notte Eterna. Il piano di Callum è il seguente: Astrid si recherà da Janai e Amaya affinché proteggano il globo solare di Lux Aurea; Callum e Runaan si recheranno dall'arcimago Akiyu, affinché costruiscano una nuova perla per imprigionare Aaravos; Raya ed Ethari chiederanno l'aiuto degli arcidraghi Domina Profundis e Rex Igneous; mentre Ezran manda Soren, Corvus e Terry a chiamare Zubeia, mentre lui e Aanya rimangono a sorvegliare Aaravos. Seguendo il piano di Callum, Janai chiede a Karim, che è l'unico mago in grado di farlo, di distruggere il globo solare. Callum e Runaan si recano da Akiyu, ma scoprono che è stata già uccisa da Claudia, che affronta Callum in un duello di magia prima di scappare. Mentre Ezran lo affronta, Aaravos lo blocca finché il sole non tramonta e un'orda di spiriti arriva per attaccare i Katoliani e libera l'elfo tocco di stella. Nel frattempo, lo spirito di Laurelion utilizza la pietra primaria lunare per liberare lo spirito di Avizandum dal suo corpo pietrificato.

## Luce morente
- Titolo originale: Dying Light
- Diretto da: George Samilski
- Scritto da: Devon Giehl e Iain Hendry

Janai, Amaya, Karim e Astrid si recano verso il globo solare di Lux Aurea, ma invece di distruggerlo, Karim tradisce di nuovo sua sorella. Ma mentre supplica Aaravos di aiutarlo a ripristinare il dominio elfico a Xadia, l'elfo tocco di stella lo uccide, si impossessa del globo e oscura il sole, portando la Notte Eterna. Viene impegnato da Zubeia, Rex Igneous e Domina Profundis, ma evoca lo spirito corrotto di Avizandum in sua difesa, che uccide Rex Igneous. Avvertito da un racconto che Aaravos gli ha narrato, Ezran trova sulla statua della tomba della Regina Orfana la lama fiammante, una spada creata dalla zanna di un arcidrago e per tanto può distruggere il corpo mortale di Aaravos (i corpi mortali degli elfi tocco di stella posso essere distrutti solo dal morso di un'arcidrago). Callum, Rayla e i loro amici si riuniscono a Lux Aurea e, senza una nuova perla, Callum decide di usare la magia oscura e la moneta maledetta di Viren per imprigionare Aaravos, per farsi uccidere da Runaan prima che l'oscurità possa corromperlo.

## Nova
- Titolo originale: Nova
- Diretto da: George Samilski
- Scritto da: Aaron Ehasz e Justin Richmond

Con la lama fiammante in mano, Ezran e Zym si precipitano a Lux Aurea. Callum invoca il suo incantesimo mentre Ezran si prepara a colpire Aaravos; ma prima che uno dei due possa raggiungerlo, gli appelli di Zubeia ad Avizandum riportano il re dei draghi al suo antico sé. Mentre viene sopraffatto dall'Essere e dagli arcidraghi, Aaravos invia Claudia alla Vetta della Tempesta, dove Soren e Corvus la combattono, costringendola a ritirarsi in un momento di dubbio. Il globo solare viene distrutto, ripristinando il sole. Prima che la luce solare lo distrugga, Avizandum, con l'aiuto di Zubeia, morde Aaravos al collo, distruggendo la sua forma mortale, ma sacrificando se stesso e la sua compagna nell'esplosione che ne segue. Anche Domina Profundis rimane uccisa per proteggere Callum e i suoi amici dell'esplosione. Il giorno dopo si tiene una cerimonia funebre in onore degli arcidraghi e del loro sacrificio, alla fine della quale Zym rivela di saper parlare. Ezran, con l'appoggio delle razze di Xadia e dei regni umani, decide di fondare la città di OgniGente sul Confine, come inizio della riunificazione dei popoli del continente e per preparare il mondo al ritorno di Aaravos, che avverrà tra sette anni, quando le sue stelle si allineeranno di nuovo e potrà ripristinare la sua forma mortale. Ezran perdona Runaan, ma quando l'assassino racconta gli ultimi momenti di Re Harrow, il suo racconto rivela che l'anima di Harrow è stata trasferita nel suo uccello domestico Pip poco prima della sua morte, spingendo a cercarlo immediatamente. Ora in esilio, Claudia attende il ritorno di Aaravos in forma mortale tra sette anni.